# Stazione di Haneda Aeroporto Terminal domestico
La stazione di Haneda Aeroporto Terminal 1·2 (羽田空港第1・第2ターミナル駅?, Haneda Kūkō Kokunai-sen Tāminaru-eki) è una stazione ferroviaria di Tokyo, situata nel quartiere di Ōta e capolinea della linea Keikyū Aeroporto delle Ferrovie Keikyū. Si trova all'interno del terminal domestico dell'Aeroporto di Haneda, e alle estremità della banchina è collegata alle stazioni della monorotaia di Tokyo di Aeroporto Haneda Terminal 1 e Aeroporto Haneda Terminal 2.

## Linee
Ferrovie Keikyū
● Linea Keikyū Aeroporto

## Struttura
La stazione è situata fra i terminal 1 e 2 domestici dell'aeroporto di Haneda, e direttamente sotto il passaggio dell'autostrada della baia di Tokyo. Dispone di un marciapiede a isola con due binari di testa.
| 1-2 | ● Linea Keikyū Aeroporto | per Keikyū Kamata, Shinagawa, Yokohama e servizi diretti sulla linea Asakusa |

## Trasferimento al terminal internazionale
Il costo per il trasferimento via treno all'adiacente terminal internazionale è di 130 yen al 2014. Tuttavia, se in possesso di biglietto aereo e passaporto, è possibile farsi rilasciare gratuitamente al counter Keikyū nei pressi dei tornelli, un biglietto per il transito libero al terminal domestico, e viceversa.

## Stazioni adiacenti
| «                                        | Servizio               | »                      |
| Linea Keikyū Aeroporto                   | Linea Keikyū Aeroporto | Linea Keikyū Aeroporto |
| ---------------------------------------- | ---------------------- | ---------------------- |
| Haneda Aeroporto Terminal internazionale | Tutti i treni          | Capolinea              |